# Finale olimpica di pallacanestro maschile del 1972
La finale olimpica di pallacanestro maschile del 1972, disputata tra l'Unione Sovietica e gli Stati Uniti d'America il 9 settembre 1972 alla Rudi-Sedlmayer-Halle di Monaco di Baviera è stata uno degli eventi più controversi nella storia delle Olimpiadi ed è stata la prima sconfitta in assoluto per la nazionale statunitense da quando questo sport iniziò il torneo olimpico alle Olimpiadi di Berlino del 1936. La squadra degli Stati Uniti aveva vinto le precedenti sette medaglie d'oro alle Olimpiadi ed era data come assoluta favorita a Monaco di Baviera nelle Olimpiadi estive del 1972. La squadra vinse in modo convincente le prime otto partite del torneo, portando il suo record olimpico complessivo a 63-0 e giocando una finale contro l'Unione Sovietica, definita dagli statunitensi «the most controversial game in international basketball history», ovvero «la partita più controversa nella storia internazionale del basket». Di contro, i sovietici hanno sempre sostenuto la piena e incondizionata legittimità della loro vittoria.

## Sfondo
La rivalità sportiva tra Stati Uniti e Unione Sovietica raggiunse l'apice durante la Guerra fredda. La squadra maschile degli Stati Uniti era considerata la grande favorita nella corsa alle Olimpiadi del 1972. Dal primo torneo olimpico di pallacanestro del 1936 a Berlino, gli americani non avevano perso una sola partita, vincendo sette medaglie d'oro consecutive stabilendo un totale dominio in quella competizione. Il loro record, prima della partita finale, raggiunse le 63 gare vinte. A partire dal torneo olimpico del 1952 la squadra sovietica sfidò gli americani, vincendo quattro volte l'argento nel 1952, 1956, 1960 e 1964, e una volta il bronzo nel 1968.
Al di fuori delle Olimpiadi, i sovietici avevano vinto per otto volte consecutive gli europei di pallacanestro tra il 1957 al 1971, arrivando così a dieci titoli conquistati in venti anni, ed era anche stata la prima rappresentativa nazionale europea a fregiarsi del titolo mondiale, conquistato nel 1967. Oltretutto, in quest'ultima competizione i sovietici avevano già sconfitto due volte la squadra statunitense, nel 1959 e nel 1963. Tuttavia, gli americani non inviarono mai i loro migliori giocatori dei college a quel torneo.
Le Olimpiadi in quel momento vietavano rigorosamente qualsiasi coinvolgimento di atleti professionisti. L'Unione Sovietica e altri paesi del blocco orientale usarono questa regola a loro vantaggio, classificando tutti i loro migliori giocatori come soldati o lavoratori, il che permise loro di violare le regole dei dilettanti. Esperti occidentali considerarono questi atleti come professionisti a tutti gli effetti. D'altra parte, i principali giocatori americani non sono stati in grado di giocare alle Olimpiadi perché erano ufficialmente professionisti giocando nella NBA. Questo svantaggio non aveva impedito agli americani di vincere i primi sette tornei di basket olimpici senza subire una sola sconfitta. Quando si arrivò alla partita finale tra Unione Sovietica e Stati Uniti, la grande tensione che si creò sul parquet era profondamente connessa allo scontro su un fronte extra sportivo.

## Preparazione
La nazionale di pallacanestro degli Stati Uniti d'America del 1972 era la più giovane della storia. I giocatori americani di solito partecipavano alle Olimpiadi soltanto una volta e prima di passare al professionismo, e la squadra degli Stati Uniti schierava sempre nuovi giocatori in ogni edizione. La squadra del 1972 non aveva un leader definito. Una stella nascente, Bill Walton rifiutò l'invito a partecipare. Tuttavia, la squadra era considerata la grande favorita con giocatori come Doug Collins, che in futuro sarà un ottimo giocatore nella NBA, o Tommy Burleson, il giocatore più alto di entrambe le squadre.
La nazionale di pallacanestro dell'Unione Sovietica del 1972 era composta invece da veterani, che avevano giocato insieme per oltre sette anni, quali Modestas Paulauskas e Sergej Belov (oltre all'esperienza di Gennadij Vol'nov, in quel momento alla sua quarta apparizione olimpica) che l'avevano condotta a ottimi piazzamenti nelle grandi manifestazioni internazionali. Questo schieramento, guidato dall'allenatore Vladimir Kondrašin, non faceva rimpiangere i campioni sovietici degli anni cinquanta e sessanta (a lungo guidati da Stepan Spandarjan) come Zubkov, Muižnieks e Krūmiņš.

## Verso la finale
Entrambe le squadre raggiunsero la finale senza problemi. Per la squadra degli Stati Uniti la partita più difficile fu contro il Brasile che vinse 61–54. I sovietici affrontarono alcuni problemi contro Porto Rico (100–87) e Cuba in semifinale, che si aggiudicò con uno scarto di soli sei punti (67–61).

## La partita
I sovietici, guidati da Sergei Belov, che alla fine fu il miglior marcatore della gara con 20 punti segnati, sorpresero presto gli statunitensi, e nel primo tempo mantennero un vantaggio oscillante tra i 4 e gli 8 punti. Alla fine del primo tempo, il punteggio era di 26–21. Nel secondo tempo, a dieci minuti dalla fine, i sovietici aumentarono il loro vantaggio a dieci punti. Gli americani iniziarono ad attaccare e, guidati da Kevin Joyce, furono in grado di ridurre il vantaggio dei sovietici a un punto con trentotto secondi rimasti. Quando rimasero sette secondi da giocare, Doug Collins rubò a metà campo un corto passaggio di Alexander Belov e venne colpito duramente da Zurab Sakandelidze mentre avanzava verso il canestro, venendo abbattuto sul montante di quest'ultimo. Con tre secondi rimanenti sul cronometro di gioco, Collins si recò in lunetta per eseguire due tiri liberi; il primo venne segnato e il punteggio salì a 49. Proprio mentre Collins sollevava la palla per iniziare ad eseguire il suo secondo tiro libero, dal tavolo dei marcatori suonò la sirena, segnando l'inizio di una catena di eventi che lasciarono gli ultimi tre secondi del gioco impantanati in polemiche. L'arbitro principale, Renato Righetto, dopo aver sentito la sirena si è allontanato dall'area del tiro libero, ma non è riuscito a fermare il gioco. Collins non ha mai interrotto il suo movimento e ha proseguito il suo secondo tiro libero, segnando un vantaggio di 50–49 per gli Stati Uniti.

## Controversie

### Primo gioco al rimbalzo
Immediatamente dopo il secondo tiro libero di Collins, con la palla che, secondo le regole, in quel momento era una palla "giocabile", il vice-allenatore sovietico Sergei Bashkin lasciò l'area riservata alla panchina della squadra, recandosi sul tavolo del segnapunti. Asseriva che l'allenatore Vladimir Kondrashin aveva richiesto un time out, che avrebbe dovuto essere assegnato prima del secondo tiro libero, ma che non gli era stato concesso. Dal momento che un time out non poteva essere legalmente chiamato "dopo" il secondo tiro libero, tuttavia, i giocatori sovietici dovevano immediatamente ingaggiare la palla "viva" senza uno schema di gioco coordinato per gli ultimi tre secondi. Alzhan Zharmukhamedov passò la palla a Sergei Belov, che aveva iniziato a dribblare lungo la linea laterale, ma il disturbo arrecato al tavolo dei marcatori ha portato Righetto a far smettere di giocare proprio mentre Belov si avvicinava a metà campo. Il cronometro del gioco venne fermato con un secondo rimanente.
Quando il gioco fu fermato, i sovietici insistettero per discutere del time out, con Kondrashin e Bashkin che sostenevano fosse stato chiamato non appena Collins aveva subito il fallo da Sakandelidze. In base alle regole in vigore in quel momento, un time out poteva essere richiesto informando direttamente i giudici del tavolo dei marcatori o premendo il pulsante di un dispositivo di segnalazione elettronico, che a sua volta avrebbe illuminato una lampadina al tavolo dei marcatori per avvisare gli stessi funzionari del desiderio dell'allenatore di usufruire di un time-out. Secondo Kondrashin, lui richiese il time-out premendo il pulsante. Inoltre, secondo le regole del tempo, dopo aver chiamato un time-out prima dei tiri liberi, l'allenatore aveva la possibilità di scegliere di assegnarlo prima del primo tiro libero o tra i due tiri liberi; Kondrashin alla fine scelse di usufruirlo tra i due tiri liberi. Gli arbitri del gioco, tuttavia, non vennero informati di una richiesta sovietica di time out prima di dare la palla a Collins per il secondo tiro libero.
Per quanto riguarda le domande conseguenti sul fatto che avesse mai effettivamente emesso un segnale di time out adeguato, Kondrashin affermò di aver visto in seguito un film dedicato a quegli eventi che lo vedevano mostrare la lampadina che si illuminava, nonché un ufficiale al tavolo del segnapunti che annuiva verso di lui in apparente riconoscimento della richiesta. Riguardo a ciò che è accaduto dopo e alla sua scelta di quando prendere il time out richiesto, Kondrashin disse che gli ufficiali al tavolo dei marcatori «volevano darmi il time out prima del primo tiro libero; ovviamente rifiutai». Tuttavia, Hans Tenschert, il segnapunti ufficiale del gioco, in seguito incolpò gli allenatori sovietici, sostenendo che avevano gestito male il loro dispositivo di segnalazione e quindi erano giunti in ritardo nel premerlo.
La sirena che suonava inspiegabilmente mentre Collins stava eseguendo il secondo tiro libero potrebbe essere stata azionata perché il tavolo degli ufficiali di campo aveva riconosciuto la richiesta di time out sovietico all'ultimo momento e stava tentando di fermare il secondo tiro libero per assegnarlo. Renato William Jones, all'epoca segretario generale della FIBA, in seguito affermò che il problema era stato effettivamente un errore umano commesso al tavolo dei marcatori che aveva portato quella richiesta di time out essere trasmessa troppo tardi agli arbitri della gara. Nonostante le assicurazioni di Kondrashin e Jones, gli americani hanno espresso dubbi sul fatto che il time out fu davvero chiamato. Hanno anche sostenuto che, indipendentemente dal fatto che un time out possa essere mancato, la palla è diventata "viva" quando Collins iniziò ad effettuare il secondo tiro libero e, come tale, un fallo tecnico avrebbe dovuto essere valutato contro i sovietici perché il loro allenatore lasciò l'area designata durante il gioco dal vivo.
Secondo Righetto, dopo aver considerato le argomentazioni sovietiche, la decisione ufficiale era quella di "negare" il time out. La protesta, in seguito presentata dagli statunitensi, menzionò anche il fatto che il foglio dei punteggi ufficiali del gioco non includeva alcuna indicazione di un time out concesso negli ultimi tre secondi. Collins confermò che ufficialmente il time out non venne assegnato, il che significa che il suo secondo tiro libero venne ufficialmente conteggiato e che nessuna delle due squadre avrebbe potuto sostituire i giocatori quando il gioco riprese. Ulteriori indicatori secondo cui non venne concesso ufficialmente un time out ai sovietici si possono trovare nelle riprese televisive esistenti del gioco, che includono il box score del tabellone segnapunti, sia prima dell'incidente che alla conclusione del gioco, con il tabellone indicante ogni volta un time out rimasto ai sovietici. Durante il periodo tra l'interruzione e la ripresa del gioco, il filmato non include anche il suono della sirena del segnapunti che in genere verrebbe utilizzato per segnalare sia l'inizio che la fine di un timeout ufficialmente effettuato. Tuttavia, anche senza la concessione del time out ufficiale, il ritardo di un minuto per ripristinare l'ordine sul parquet e determinare come procedere ha dato agli allenatori sovietici il tempo di conferire ai loro giocatori e escogitare uno schema di gioco.
Inoltre, sebbene le azioni di Bashkin abbiano causato l'interruzione del gioco con un secondo rimanente sul cronometro, gli arbitri non hanno deciso né di riprendere il gioco da quel punto, né di valutare un fallo tecnico contro di lui per aver interrotto il gioco. Hanno invece cancellato del tutto il gioco, decretando che l'intera sequenza di rimbalzi sarebbe stata ripetuta dal punto immediatamente successivo al secondo tiro libero e che il cronometro sarebbe stato quindi riportato a tre secondi. Jones, che aveva avuto diverse controversie con gli arbitri di pallacanestro statunitensi per un certo numero di anni, scese dagli spalti al campo per contribuire a far emettere un verdetto agli ufficiali di gara, e insistette per rigiocare interamente gli ultimi tre secondi. Secondo Tenschert, Righetto aveva dichiarato inizialmente che il gioco sarebbe ripreso con un solo secondo rimanente, solo per essere annullato subito da Jones. In seguito riconobbe che, ai sensi dei regolamenti olimpici, non aveva l'autorità di prendere decisioni su un gioco in corso, anche se sostenne che il ripristino del cronometro in quel frangente era il solo modo corretto di agire. Ed Steitz che, nel corso della sua carriera nella pallacanestro, è stato sia presidente della Federazione statunitense sia membro del comitato tecnico della FIBA, anni dopo quella partita affermò che Jones gli confidò privatamente che resettando il cronometro a solo tre secondi di gioco, non si aspettava che i sovietici sarebbero stati in grado di segnare entro quel tempo.

### Secondo gioco al rimbalzo
I giocatori vennero riportati in posizione per un secondo gioco di rimbalzi. Tuttavia, invece di far tornare Zharmukhamedov a lanciare il passaggio di ripresa del gioco, Kondrashin riuscì a sostituire Ivan Jadėška al posto di Zharmukhamedov. Il piano di Kondrashin era di mettere Jadėška sul parquet per un passaggio lungo il campo per centrare Aleksandr Belov vicino al canestro americano, sicuro che Belov possa prendere qualsiasi passaggio lanciato con precisione da lui e sentendo che Jadėška era il giocatore più abile nell'eseguire tale passaggio. In base alle regole olimpiche, le sostituzioni non dovevano essere consentite senza la concessione del timeout, ma gli arbitri hanno ripreso il gioco, non avendo notato questo problema e anche non notando che l'operatore del cronometro André Chopard stava ancora lavorando per riportare il tempo di gioco a tre secondi. La palla venne data a Jadėška per iniziare a giocare, con il cronometro del tabellone segnapunti che mostra in realtà 50 secondi rimanenti.
Jadėška aveva come marcatore, alla fine della linea di fondo, il centrale americano Tom McMillen. Con la sua altezza e l'aggressività, McMillen sfidò il tentativo di rimbalzo di Jadėška, rendendo difficile per lui passare la palla in gioco. Il sovietico alla fine fece solo un breve passaggio al compagno di squadra Modestas Paulauskas in piedi nella zona di difesa sovietica. Paulauskas quindi, effettuò immediatamente un passaggio verso Belov dall'altra parte del campo. Ma la sirena suonò, con il passaggio che doveva ancora giungere nelle mani di Paulauskas. Il passaggio risultò non terminato e venne segnalato senza problemi dal tabellone. I giocatori, i telecronisti delle trasmissioni televisive (in Italia Aldo Giordani) e la maggior parte degli spettatori nel palazzetto interpretarono il suono della sirena, combinato con la visione di un passaggio sovietico fallito, come la fine del gioco. La gente invase il parquet e la squadra degli Stati Uniti iniziò una gioiosa celebrazione della sua apparente vittoria di un punto, per 50–49.
Con Jones ancora coinvolto nella discussione, i due arbitri ordinarono nuovamente di sgombrare il campo, di riportare i giocatori in posizione, di ripristinare il cronometro e di ripetere gli ultimi tre secondi. Furiosi per la decisione di negare la vittoria degli Stati Uniti e consentire ai sovietici ancora un terzo gioco di rimbalzi, gli allenatori statunitensi hanno considerato per breve tempo di dichiarare unilateralmente che la partita sarebbe finita facendo uscire fuori la squadra dal parquet di gioco. Tuttavia, l'allenatore Henry Iba era preoccupato che un'azione del genere avrebbe lasciato gli Stati Uniti vulnerabili a un appello sovietico, il che poteva portare a una sentenza secondo cui gli Stati Uniti avevano rinunciato a giocare. L'allenatore in seconda statunitense John Bach riferì che Jones lo minacciò direttamente di ritorsioni qualora la squadra americana non tornasse sul parquet, dicendogli: «Non voglio perdere questa partita, stasera rischio di finire col culo per terra».

### Terzo gioco al rimbalzo
Al terzo tentativo in entrata, a McMillen venne nuovamente richiesto di usare la sua altezza per sfidare il passaggio iniziale di Jadėška. Tuttavia, mentre il secondo arbitro Artenik Arabadjian si preparava a mettere la palla in gioco, fece un gesto a McMillen. Il centrale rispose arretrando a pochi metri da Jadėška, il che diede a quest'ultimo una visione chiara e un percorso libero per effettuare un passaggio lunghissimo attraverso il campo. McMillen in seguito disse che Arabadjian gli aveva ordinato di allontanarsi da Jadėška e affermò inoltre che, nonostante il fatto che non vi fosse alcuna regola che gli imponesse di farlo, ha deciso di conformarsi, temendo che, in caso contrario, Arabadjian avrebbe potuto valutare un fallo tecnico contro di lui. Da parte sua, Arabadjian negò che il suo gesto avesse lo scopo di istruire McMillen a ritirarsi da Jadėška. In effetti il regolamento prevedeva che McMillen dovesse arretrare di un metro dalla linea di fondo, e l'arbitro bulgaro aveva chiesto proprio questo. In realtà, guardando il filmato, si nota che McMillen si rivolge verso la panchina e, probabilmente su richiesta del coach, si allontana precipitosamente verso la metà campo, verosimilmente per dare manforte alla difesa in posizione più arretrata. La pretesa di essere arretrato su richiesta dell'arbitro, benché ciò non sia contemplato dal regolamento, per evitare un fallo tecnico, è francamente ridicola: non si è mai sentito di un fallo tecnico decretato per non aver rispettato una regola che non esiste. In effetti la scarsa conoscenza dei regolamenti FIBA, quelli vigenti nelle competizioni internazionali, è sempre stata il tallone d'Achille delle squadre USA, in quanto in patria ogni associazione crea un regolamento ad hoc. Ancora adesso, la NCAA, la più grande delle associazioni dilettantistiche, ha un proprio regolamento difforme in molti casi con quello internazionale.
In ogni caso, il riposizionamento di McMillen non lasciò nessun difensore americano a sfidare il passaggio di Jadėška. A differenza del gioco precedente, in cui era stato costretto a fare un passaggio corto nella zona di difesa, Jadėška ora aveva una linea chiara per lanciare la palla lungo il campo verso Aleksandr Belov. Jadėška confermerà in seguito che il sostegno di McMillen gli ha permesso di lanciare facilmente quel lunghissimo passaggio in discesa, che non incontrò ostacoli. In Unione Sovietica, il tiro di Jadėška alla fine sarebbe diventato noto come "il passaggio d'oro".
Le immagini della partita, trasmessa alla televisione americana della ABC sollevarono la questione se Jadėška avrebbe potuto fare un passo in avanti, nel senso che avrebbe dovuto essere chiamato per una violazione, mentre lui eseguiva il suo passaggio. Mentre il passaggio a sorvolare l'intero campo di gioco scendeva in direzione di Belov, Kevin Joyce e Jim Forbes saltarono tutti per contendersi la palla vicino al canestro. Belov afferrò la palla in aria e quando i tre uomini atterrarono, lo slancio di Joyce lo portò fuori dalla linea del campo, mentre Forbes scese sbilanciato e cadde sul pavimento sotto il canestro. Belov si è poi raccolto ed eseguì un layup buzzer beater decisivo, segnando i punti vincenti del 51–50 mentre la sirena suonava per l'ultima volta. Dopo avere liberato la propria irrefrenabile gioia dirigendosi verso l'altra estremità del parquet, Belov venne felicitato in un clima euforico dai suoi compagni di squadra che si ammucchiarono in cima a lui per festeggiare. Allenatori e giocatori americani invece litigarono con gli ufficiali di gioco per diversi minuti, ma invano, poiché i sovietici furono dichiarati vincitori.

## Proteste statunitensi
Secondo alcuni resoconti, al termine della partita, Righetto per protesta si rifiutò di firmare il referto ufficiale. Herbert Mols, in qualità di manager della squadra statunitense, e M. K. Summers, presidente del comitato olimpico di pallacanestro degli Stati Uniti, presentarono una protesta dettagliata, che è stata ascoltata dalla giuria di appello di cinque membri della FIBA. Mols e Summers sostennero che gli ultimi tre secondi della partita di 40 minuti vennero interamente consumati dai due secondi che sono trascorsi sul primo gioco di rimbalzi e dall'altro che è trascorso sul secondo gioco, segnando così la fine ufficiale del gioco a quel punto e una vittoria degli Stati Uniti con il punteggio di 50–49. La protesta ha affermato che consentire a un terzo giocatore di giocare con il cronometro resettato a tre secondi portò il tempo di gioco totale trascorso a 40 minuti e tre secondi, in violazione delle regole FIBA che specificano la durata del gioco a 40 minuti. Alla fine la giuria votò contro la protesta e assegnò le medaglie d'oro alla squadra sovietica. Alla conferenza stampa successiva, Mols avviò una discussione animata con il presidente della giuria, l'ungherese Ferenc Hepp, sulla liceità di ripristinare il cronometro a tre secondi. Tenschert dissentì con rabbia dalla sentenza della giuria, dichiarando: «Secondo le regole della FIBA, gli Stati Uniti hanno vinto».
Nell'annunciare il verdetto, Hepp si rifiutò fermamente di fornire i dettagli del conteggio dei voti, riconoscendo solo che la decisione non era unanime. Con tre dei cinque membri della giuria, incluso Hepp, provenienti da nazioni alleate sovietiche, venne alimentata la speculazione che il conteggio dei voti di 3–2 fosse basato più su questioni politiche da Guerra fredda che sul regolamento della FIBA. Queste opinioni vennero ulteriormente rafforzate quando due componenti della giuria, il portoricano Rafael Lopez e l'italiano Claudio Coccia, con Portorico e Italia alleati degli Stati Uniti, secondo quanto riferito, ciascuno confermò di aver votato per gli Stati Uniti, indicando così che i voti filo-sovietici avrebbero potuto provenire solo da Hepp in Ungheria, Adam Bagłajewski in Polonia e Andres Keizer da Cuba. Tuttavia, Hepp, l'unico ad avere visto tutti e cinque i voti del voto segreto, mantenne il suo rifiuto di divulgare i voti specifici di qualsiasi componente della giuria, oltre a concedere in seguito che il suo voto fosse a favore dei sovietici.
Nonostante l'assenza di conferme da parte di Hepp, è stato generalmente accettato e riportato che effettivamente ci fu un 3–2 voto che corrispondeva alle alleanze politiche dell'epoca. A parte le potenziali motivazioni politiche, Mols disse che i componenti della giuria temessero una punizione da Jones se avessero ritenuto la sua decisione sul cronometro di gioco errata. In ogni caso, i giocatori degli Stati Uniti non accettarono il verdetto della giuria, votando all'unanimità per rifiutare le loro medaglie d'argento e la squadra non partecipò alla cerimonia di premiazione. Le medaglie d'argento originali sono ancora oggi conservate nel caveau di una banca a Losanna, in Svizzera.
Dopo la conclusione dei giochi, il Comitato Olimpico degli Stati Uniti ha lanciato un altro appello, questa volta al comitato esecutivo del CIO. Ha ricevuto il sostegno di Righetto, che chiamato in causa sostenne che la vittoria sovietica era «completamente irregolare, e al di fuori delle regole del gioco del basket». Righetto criticò l'insistenza di Jones sul ripristino del cronometro a tre secondi e ha suggerito di ritenere più giusto riprendere il gioco con solo un secondo rimasto nel cronometro quando il gioco è stato sospeso. È però sorprendente che un arbitro sostenga questa tesi, in quanto in nessun caso il regolamento prevedeva la possibilità di chiamare un time-out col cronometro in movimento. In realtà gli arbitri erano in piena confusione, e Righetto sembra scambiare le prerogative dei giudici di tavolo, che prendono decisioni in merito al cronometro e all'attribuzione dei time-out, con quelle degli arbitri di campo, che hanno giurisdizione sui falli e sulle infrazioni di gioco. Righetto ha anche ammesso implicitamente la sua inadeguatezza ad arbitrare a quel livello, affermando che la confusione iniziale era parzialmente attribuibile a una barriera linguistica, poiché lui, brasiliano, parlava solo portoghese, ma quelli che lavoravano al tavolo dei marcatori parlavano tedesco oltre francese ed inglese, come da regolamenti olimpici vigenti. A sostenere l'appello degli Stati Uniti fu anche Chopard, che ha notato che nei suoi dodici anni di servizio come cronometrista, l'ordine di Jones di riportare indietro il tempo trascorso sull'orologio non ha precedenti. L'appello non riscosse successo; tuttavia, nel febbraio 1973, il CIO stabilì che la materia del contendere rientrava nella giurisdizione della FIBA.

## Eventi successivi

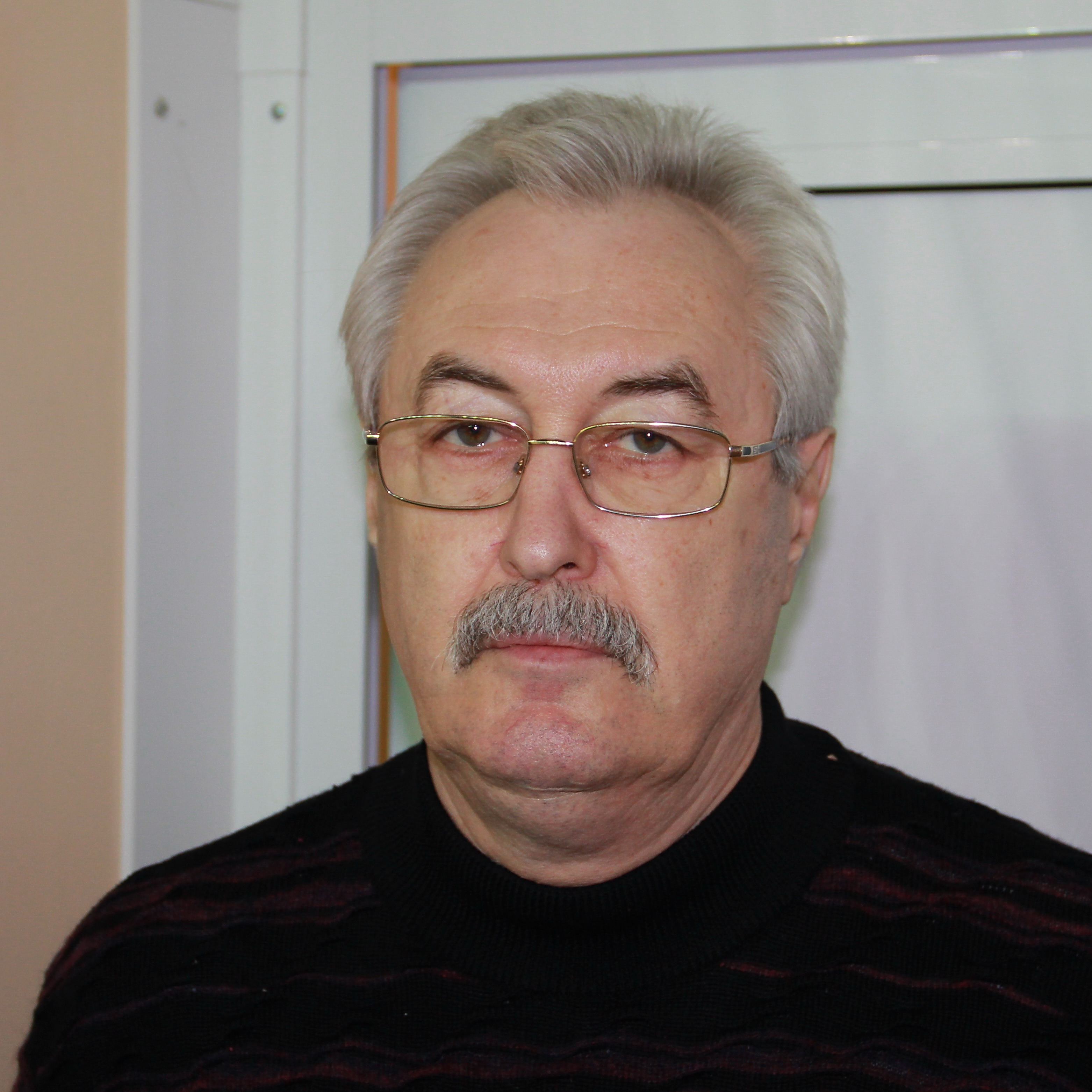
Sergei Belov nel 2012.

Negli anni seguenti, la Federazione statunitense di pallacanestro contattò periodicamente per conto del CIO i giocatori della squadra del 1972 per offrire loro l'opportunità di cambiare posizione e accettare le medaglie d'argento, ricevendole probabilmente in una cerimonia ufficiale di assegnazione. Nel 1992, un componente della squadra, Ed Ratleff, dichiarò che, sebbene non volesse personalmente la medaglia, sua moglie si mostrò molto determinata ad accettarla, per avere la possibilità di mostrarla ai propri figli. Disse che la sua volontà sarebbe stata quella di accettare la medaglia, ma che sua moglie stava dando soltanto un suo parere personale, solo per soddisfare i suoi desideri. In un'intervista del 2012 con Todd Jones di The Columbus Dispatch, Ratleff sottolineò che il desiderio di accettare la medaglia d'argento era soltanto di sua moglie, non sua. Da quando ha divorziato, ha confermato la sua intenzione di non accettarla mai. Gli altri dieci componenti della squadra hanno confermato alla rivista il loro rifiuto tramite voto per l'accettazione delle medaglie d'argento.
Per quanto riguarda l'assegnazione delle medaglie, il CIO insistette sul fatto che per una tale azione, l'intera squadra avrebbe dovuto dare il proprio consenso all'unanimità. Kenny Davis arrivò al punto di mettere una clausola nel suo testamento che proibisce a moglie, figli o discendenti di accettare la medaglia d'argento dopo la sua morte. Nel 2012, lo stesso Davis organizzò una riunione dei dodici componenti della squadra, per la prima volta si riunirono tutti insieme dopo quarant'anni, dalla gara del 1972 e, dopo una discussione, il gruppo confermò all'unanimità il rifiuto delle medaglie d'argento. «Nel basket, c'è un solo vincitore», disse poi. «Abbiamo vinto con le regole di quel gioco.» L'incontro includeva un'intervista di gruppo ai giocatori che è stata documentata nel documentario della ESPN Silver Reunion.
Quando il CIO decise di risolvere lo scandalo del pattinaggio di figura alle Olimpiadi invernali del 2002 assegnando una doppia medaglia d'oro al posto della medaglia d'argento quando si scoprirono accordi tra i componenti di giuria, Tom McMillen, che era diventato un membro del Congresso degli Stati Uniti, fece appello al CIO, chiedendo che il comitato rivisitasse la sua decisione del 1972 di dichiarare la squadra americana come medaglia d'argento del torneo di pallacanestro maschile. La decisione del 2002 nacque perché un giudice francese era stato messo indebitamente sotto pressione dagli ufficiali russi per gonfiare i punteggi della coppia russa. Nell'appello americano si sosteneva che l'intervento non autorizzato di Jones nel 1972 era paragonabile alla pressione indebita sugli ufficiali di gara del pattinaggio di figura. Secondo McMillen, il CIO non rispose al suo appello.
In Unione Sovietica, quando venne annunciato il risultato finale della gara, i giocatori vennero celebrati come eroi nazionali, riservando scarsa attenzione alla controversia sulla vittoria della squadra. Alla domanda sull'argomento, i componenti della squadra risposero sempre che il loro trionfo è stato ottenuto legittimamente. Edeshko e Sergei Belov, in particolare, criticarono gli americani per aver rifiutato di accettare di aver perso, con Edeshko che si rammarica che altri possano ritenere immeritate le medaglie d'oro dei sovietici, ma che non nutre tali dubbi se stesso. Dal suo punto di vista come allenatore, Kondrashin ha riconosciuto che la controversia ha in qualche modo diminuito il suo godimento del trionfo. Tuttavia, ha ancora citato quella vittoria come il più grande risultato della sua carriera nella pallacanestro.

## Riferimenti culturali
La partita e le sue controversie vennero presentate dal punto di vista russo come parte del film drammatico sportivo del 2017 Tre secondi per la vittoria, mentre dal punto di vista americano nel documentario della ESPN Silver Reunion (2013) e nel secondo episodio di Basketball: A Love Story (2018).

## Tabellino
| Arbitri: | Renato Righetto Artenik Arabadžijan |

| |            | |
| S. Belov 20 A. Belov, Sak'andelidze 8                                                                                            | Punti      | 9 Brewer, Henderson 8 Collins                                                                                 |
| A. Belov 8 | Rimbalzi   | 9 Bantom |
| S. Belov, A. Belov, Sak'andelidze, Korkia, Žarmuchamedov Polivoda, Paulauskas, Bološev, Jadėška, Vol'nov n.e.:Dvornyj, Kovalenko | Formazioni | Henderson, Ratleff, B. Jones, Brewer, D. Jones Davis, Collins, Bantom, Forbes, McMillen, Joyce n.e.: Burleson |
| Vladimir Kondrašin | Allenatori | Henry Iba |